# Social Choice and Individual Values
Social Choice and Individual Values é uma monografia publicada por Kenneth Arrow em 1951. Este livro dá uma formulação moderna à teoria da escolha social. É nele que é demonstrado o teorema da impossibilidade.